# Altermétropolisation
 (avril 2022).
Si vous disposez d'ouvrages ou d'articles de référence ou si vous connaissez des sites web de qualité traitant du thème abordé ici, merci de compléter l'article en donnant les références utiles à sa vérifiabilité et en les liant à la section « Notes et références ».
L’altermétropolisation est un processus d’urbanisation alternatif à la métropolisation, au néolibéralisme urbain et à l’aménagement entrepreneurial. Fondé à partir des notions de communs urbains, d’innovations sociales, de nouveaux droits à la ville, de slow urbanism, d’économie circulaire, de responsive city, de FabLab, d’économie sociale et solidaire, de zones autonomes temporaires, le terme a été conceptualisé par Alexandre Grondeau dans un ouvrage qui traite de la non-inélucatibilté d’un seul modèle urbain, fondé sur la marchandisation de la ville, les capitalismes cognitifs et sécuritaire, l’ubérisation des fonctions métropolitaines et la mise en scène consumériste des villes de toutes tailles.
L’altermétropolisation part de l’hypothèse qu’il existe d’autres manières de fabriquer la ville que l’application de politiques urbaines néolibérales. Une de ces autres manières se fonde sur la production d’innovations sociales et les dynamiques territoriales qu’elle génère. Cette autre manière de fabriquer la ville en mobilisant de l’innovation sociale se décline sous de nombreuses formes sociales et territoriales. L’altermétropolisation regroupe une extrême diversité de formalisations et d’incarnations territoriales, et qu’il existe, pour les appréhender au mieux, deux grandes catégories d’expressions de l’altermétropolisation : l’une de compromis, qui souhaite transformer ce que ces acteurs considèrent comme l’avènement de la ville néolibérale et entrepreneuriale de l’intérieur, l’autre, plus radicale, qui propose de nouvelles formes de vivre en ville, d’urbanité et de reconstruire la ville sur elle-même...

## Origine du terme
Le terme altermétropolisarion a été utilisé pour la première fois par Guy Burgel lors de trois séminaires organisés en 2006 et 2007 par la Fondation Gabriel-Péri et intitulés « L’altermétropolisation de Paris ». Les premiers objectifs de ces séminaires étaient de réfléchir à d’autres formes de métropolisation qui ne soient pas exclusives, mais inclusives des points de vue économique, social, du logement et de la mobilité. Cette approche originale, développée dans la pluridisciplinarité (Davezies, Panerai, Chemetov, Estèbe ont participé aux débats) et la citoyenneté (citoyens, élus, intellectuels furent mobilisés par la Fondation Gabriel-Péri), permirent de tracer de nombreuses pistes de réflexion autour de l’altermétropolisation, sans toutefois proposer un cadre analytique précis du processus. Un numéro de la revue Villes en Parallèle, co-dirigé par Alexandre Grondeau, Maxime Schirrer et Guy Burgel, esquisse un certain nombre de réflexions autour de l’altermétropolisation.

## Facteurs d'explications

### Altermétropolisation de compromis
L’altermétropolisation de compromis est un processus d’urbanisation particulier ayant une finalité expérimentale, appliquée et opérationnelle d’une autre manière de fabriquer la ville que le néolibéralisme urbain. Elle peut se matérialiser dans différents domaines et concerner la régénération urbaine de friches par la culture, le développement de la gestion coopérative de bâtiments comme les maisons de retraite, la mise en place de régies publiques maraîchères ou de gestion de l’eau courante, l’utilisation de nouveaux matériaux de construction dans l’aménagement de bâtiments véritablement écoresponsable, la création de FabLab… À chaque fois, les acteurs territoriaux sont différents, leur organisation et la gouvernance des lieux, tout comme leur configuration spatiale, sont particulières. Le spectre des configurations spatiales et organisationnelles de l’altermétropolisation est donc extrêmement large.

### Altermétropolisation radicale
De manière concrète, l’altermétropolisation radicale s’incarne dans plusieurs types de territoires, eux-mêmes se situant à différentes échelles et s’exprimant dans diverses temporalités : les squats, les centres sociaux occupés et autogérés (CSOA), les ZAD (zone à défendre) urbaines, les quartiers libres, les zones autonomes temporaires (TAZ), les bâtiments et les espaces publics occupés.
Le spectre des configurations territoriales de l’altermétropolisation radicale est large. Il s’incarne ainsi à Christiania, un quartier de Copenhague au Danemark, comme dans le quartier de Haight-Ashbury à San Francisco quelques années auparavant, autour de nombreuses revendications (l’autogestion, la revendication d’un droit à la ville, la décolonisation, la liberté sexuelle, la lutte contre l’économie de marché) qui constituent le socle commun d’une population qui veut vivre en ville et fabriquer l’urbain autrement. L’objectif assumé et revendiqué de la population de la freetown est de fonder un quartier pensé comme un véritable bien commun urbain où la propriété et l’usage privé sont abolis.
Depuis une trentaine d’années, l’altermétropolisation a tendance à s’incarner dans la constitution de nouvelles formes d’occupation et de constitution, plus ou moins légales, d’espaces citoyens éphémères, apparus notamment lors des mouvements Occupy Wall Street, Nuit debout, Los Indignados, et la création de ZAD un peu partout en France, ainsi que plus récemment encore lors du mouvement des gilets jaunes. D’origines conflictuelles, ces espaces altermétropolitains sont créés de manière pacifique par des groupes d’individus en signe de protestation face à ce qu’ils estiment être des dérives du système économique et métropolitain dominant. La critique est politico-sociale mais ne se limite pas aux procédés classiques de la manifestation, puisqu’il s’agit dans ces exemples de prolonger la lutte et le rassemblement ponctuel par la fixation territoriale des revendications en des lieux symboliques qui vont être détournés de leur fonction première

## Altermétropolisation dans le monde
Les territoires de l’altermétropolisation sont nombreux dans le monde : On les retrouve dans toutes les villes du Nord et du Sud où des initiatives territoriales citoyennes non-marchandes, inclusives, écologiques sont expérimentées. On peut également les observer sous la forme de zones autonomes temporaires (TAZ), squats (comme à Berlin au numéro 86 de la rue Kastanienallee, à Paris ou dans le sud de Madrid), expériences participatives des Pobladores au Chili, communautés de Svartlamon en Norvège, créée en 2001, et de Thy-Lejren au Danemark, mais aussi la freetown de Christiania à Copenhague.

## Altermétropolisation en France
On retrouve des territoires altermétropolitains et des propositions alternatives à la métropolisation dans tous les métropoles françaises et de très nombreuses villes de petite et moyenne tailles : Bordeaux (Darwin), Marseille (Friche de la belle de Mai, Après-M, couvent Levat…), Paris, Nice (le 109)…